# Las metamorfosis de Ovidio (Auguste Rodin)
La Metamorfosis de Ovidio también conocida como Los sátiros es una escultura de Auguste Rodin que forma parte de la obra monumental La Puerta del Infierno.

## Inspiración de la obra
La metamorfosis de Ovidio es una obra lírica que trata del origen del mundo hasta el gobierno del tirano emperador Julio César aunado a historias con seres mitológicos y extraordinarios es precisamente que Rodin se inspiró en el Libro IV de La Metamorfosis del poeta romano Ovidio, específicamente en el episodio en donde la náyade Sálmacis se enamora de Hermafrodito.

## Historia
Para esta pieza Rodin tomó como modelo a dos bailarinas de la Ópera, recomendadas por Edgar Degas a mediados de 1880. Estas jóvenes también inspiraron otras esculturas como Mujeres Malditas, Dafne y Cupido y Psique, las cuales generaron polémica en la sociedad francesa de fines del siglo XIX.